# Gaillet à feuilles rondes
Galium rotundifolium
Espèce
Classification APG III (2009)
Le Gaillet à feuilles rondes (Galium rotundifolium) est une espèce de plante herbacée de la famille des Rubiaceae.

## Description
Tige longue de 15-30 cm, couchée-ascendante, grêle, généralement non-rameuse, poilue aux angles ou glabrescente. Feuilles moyennes largement ovales-elliptiques, verticillées par 4, longues de 0,5-2 cm, obtuses, brièvement qui se terminent  par une petite pointe droite et raide, inflorescence pauciflore, lâche. Fleurs blanches à verdâtres, diamètre env. 3 mm,  lobes pointus. Fruit d’environ 2 mm, hérissé de soies crochues.

## Cycle
Plante vivace. Floraison, suivant les régions, de mai à septembre.

## Habitat
Préfère les sols acides et siliceux. Sous-bois frais herbacés, en particulier sapinières, pessières et hêtraies-sapinières, de 500 à 2 000 m. Europe, jusqu'à la Scandinavie. En France : Vosges ; Jura et Bugey ; Alpes ; Forez, Auvergne, Cévennes ; Corbières et Pyrénées. Centre et ouest du Caucase et Asie Mineure.